# Sajnsjand
Sajnsjand (Mongools: Сайншанд) is de hoofdstad van de Dornogovĭ Ajmag in Mongolië. De naam betekent Goede vijver. De stad ligt in de oostelijke Gobiwoestijn, op ongeveer 475 kilometer ten zuidoosten van Ulaanbaatar en op 940 meter hoogte. Sajnsjand heeft 26.000 inwoners en een station aan de Trans-Mongolische spoorlijn. Bij de stad liggen een aantal oliebronnen.
Sajnsjand werd door de Mantsjoes gesticht in 1931 onder de naam Tushet Khan aimag. In de provinciehoofdstad bevinden zich twee musea; het stedelijk museum en het Danzanravjaa-museum. In 1990 werd het, in de communistische periode gesloten, Dasjchoilon Hural-klooster heropend.
In de Sovjet-periode was de plaats van belang vanwege de luchtmachtbasis van het Rode Leger met radarinstallaties als early warning-post voor een mogelijke bedreiging uit China. Sajnsjand had in die tijd een aanzienlijke Russische gemeenschap. De basis is thans verlaten.

## Bekende personen
- Noyon Khutagt Danzanravjaa (1803-1856), schrijver, componist, schilder

## Foto's

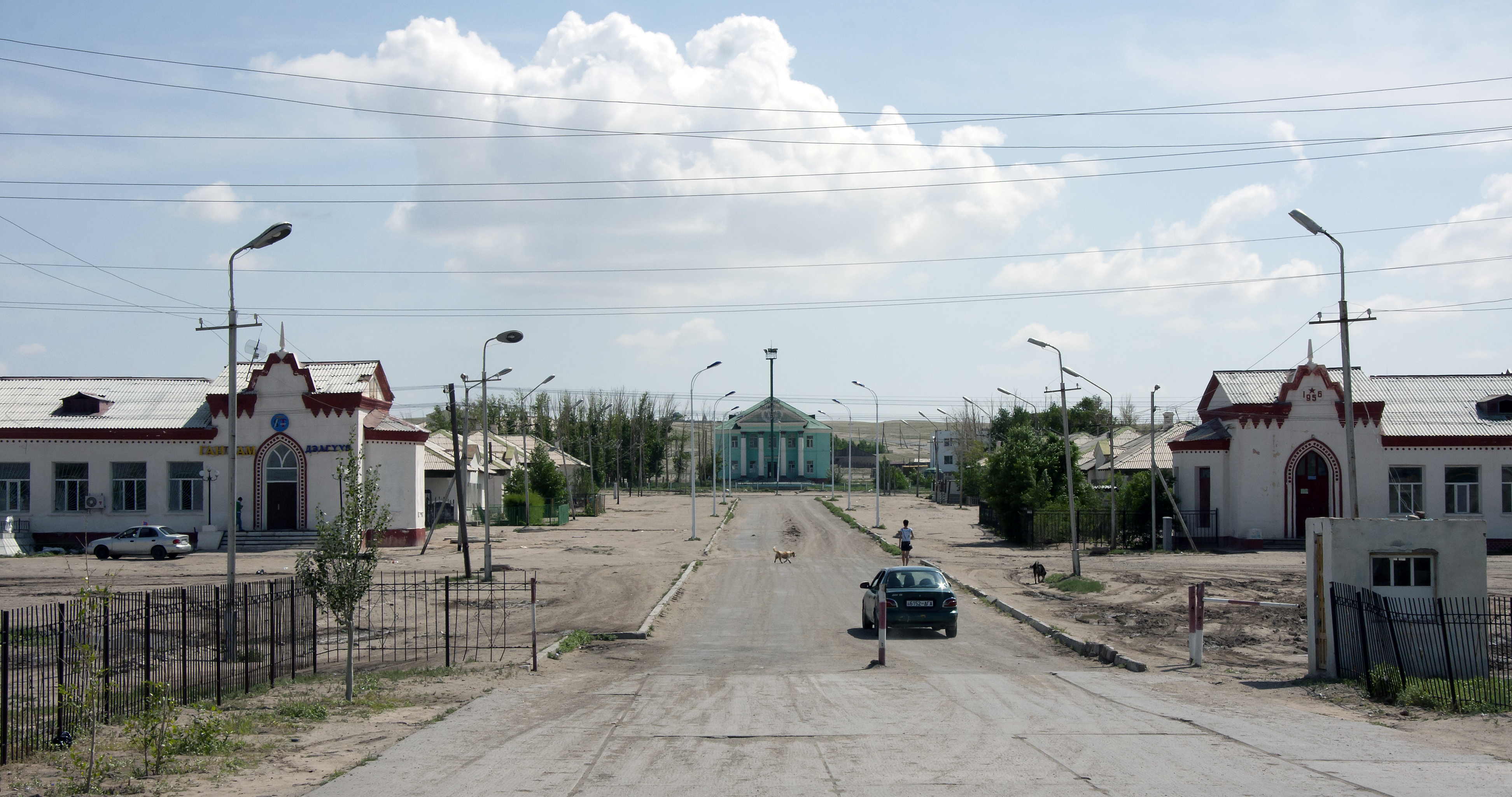
Straat in Sajnsjand
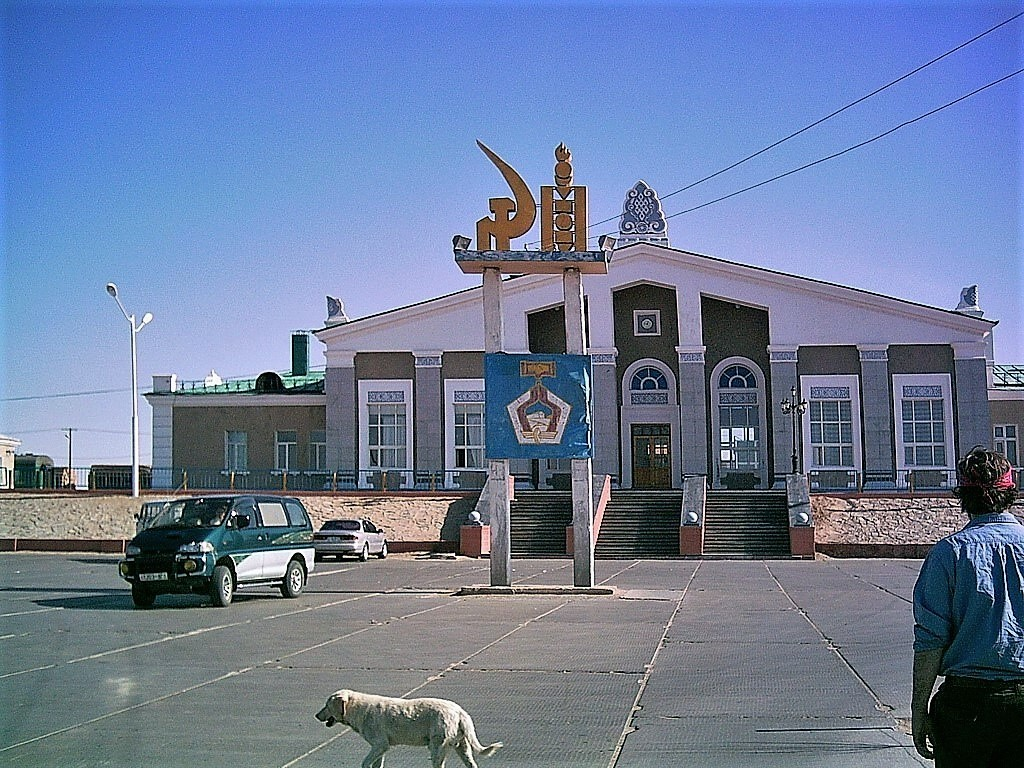
Station
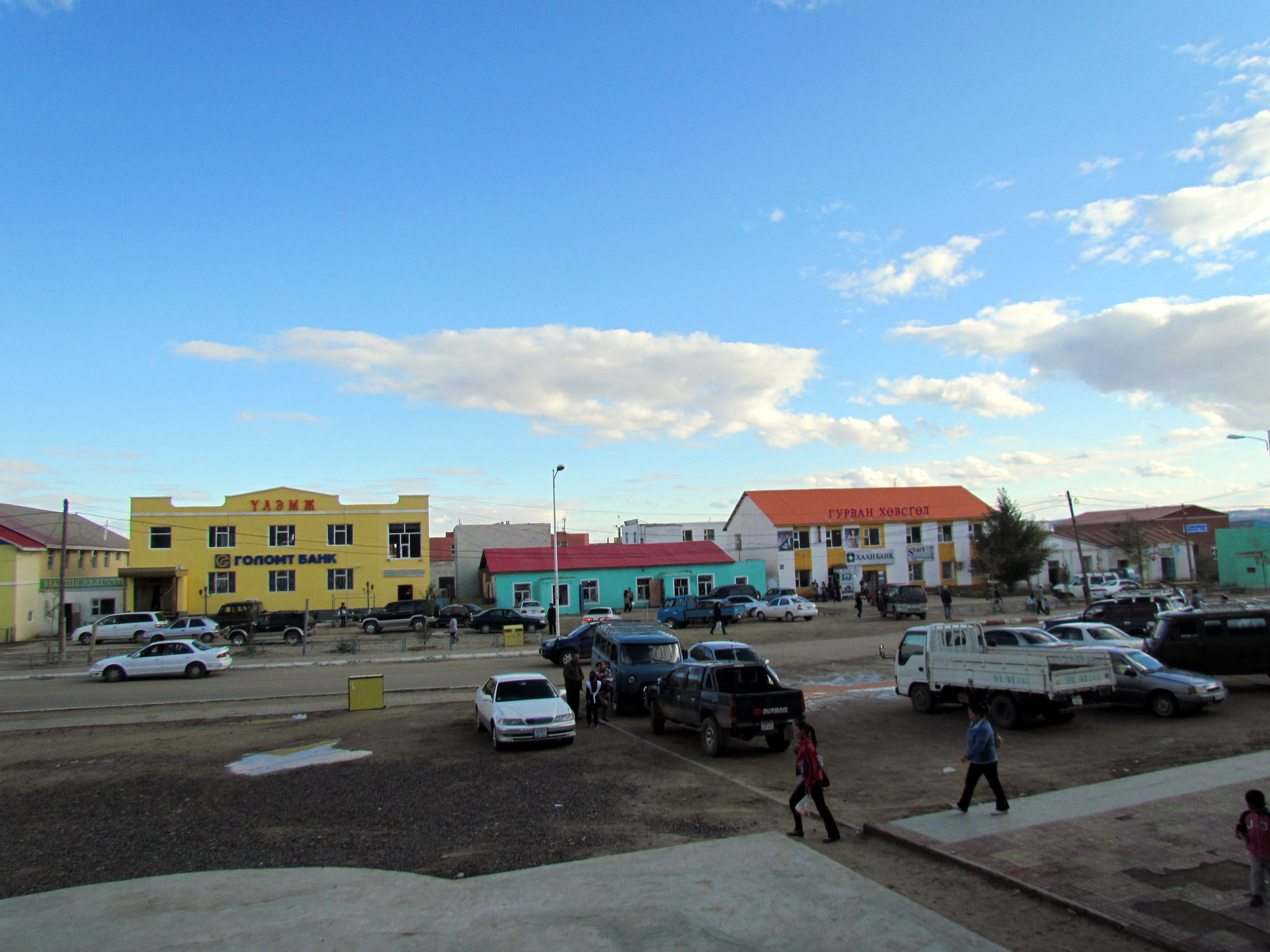
Winkelstraat
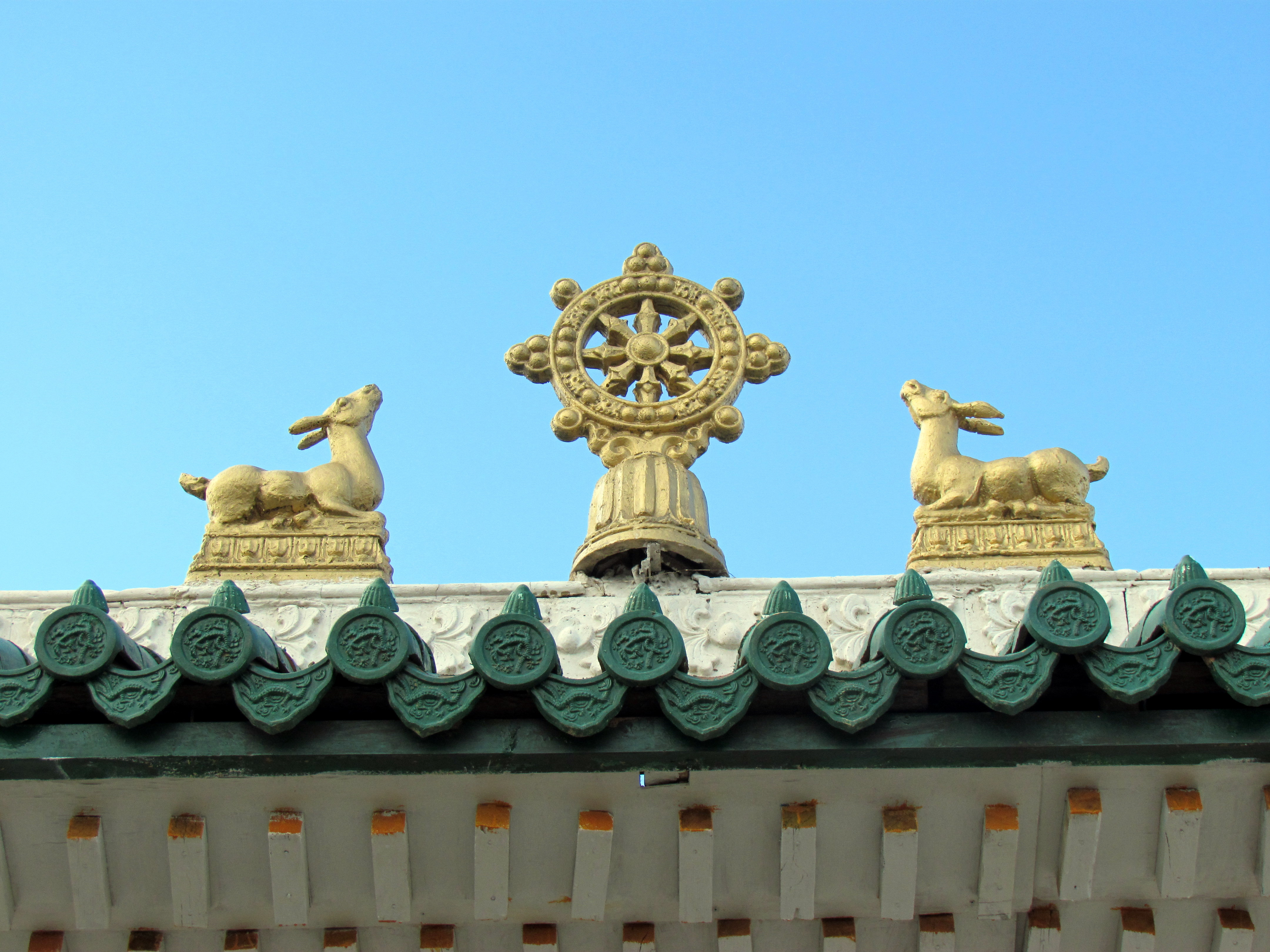
Danzanravjaa-museum